# Kyide Nyimagon
Kyide Nyimagon (tibétain : སྐྱིད་ཨིདེ་ཉི་མ་མགོན, Wylie : skyid ide nyi ma mgon, THL : Kyide Nyimagon ; chinois : 吉德尼玛衮 ; pinyin : jídé nímǎgǔn) ou souvent Nyimagon, parfois translittéré en Jide Nyimagon ou Gyede Nyimagon, de son vrai nom Khri-skyid-lding, plus jeune des deux fils de Depal Khortsen , décédé vers 930 est arrière-petit-fils du dernier roi de l'Empire du Tibet, Langdarma.
Il est le fils de Depal Khortsen (lde-dpal hkhor-btsan, (né vers 870 mort en 910), roi tibétain, il a érigé huit monastères dont le « Mngahris supérieur »
Pendant l'Ère de la fragmentation, il fuit l'Ü-Tsang en 910 lorsque son père est assassiné, à la fin de la 3e révolte de l'Ü-Tsang, il établit un royaume au Ngari, appelé Ngari Korsum, en ou après 912, et annexe Puhrang et Royaume de Gugé. Il établit alors sa capitale à Guge.
Sa culture sino-tibétaine vient remplacer par le nombre les habitants Brokpa et Mons, de ce que l'on appelle aujourd'hui le Ladakh, présents dans cette région depuis longtemps.
Il donne à Lhachen Palgyigön (tibétain : དཔལ་གྱི་མགོན, Wylie : dpal gyi mgon), son fils, fonde le royaume de Maryul.
Et à ses deux autres fils, Tashigön (tibétain : བཀྲ་སིས་མགོན, Wylie : bkra sis mgon), second fils et Detsukgön (tibétain : ལྡེ་གཙུག་མགོན, Wylie : lde gtsug mgon), le troisième, il fait hériter respectivement des royaumes de Guge‐Purang et de Zanskar. Ces 3 pays réunis sont appelés Ngari Korsum,.
Il meurt vers 930.
Tashigön a pour fils Yeshe Ö, lama-roi qui hérita de lui du royaume de Guge-Purang en 967 et abdique en 975 pour se consacrer à la vie monacale.

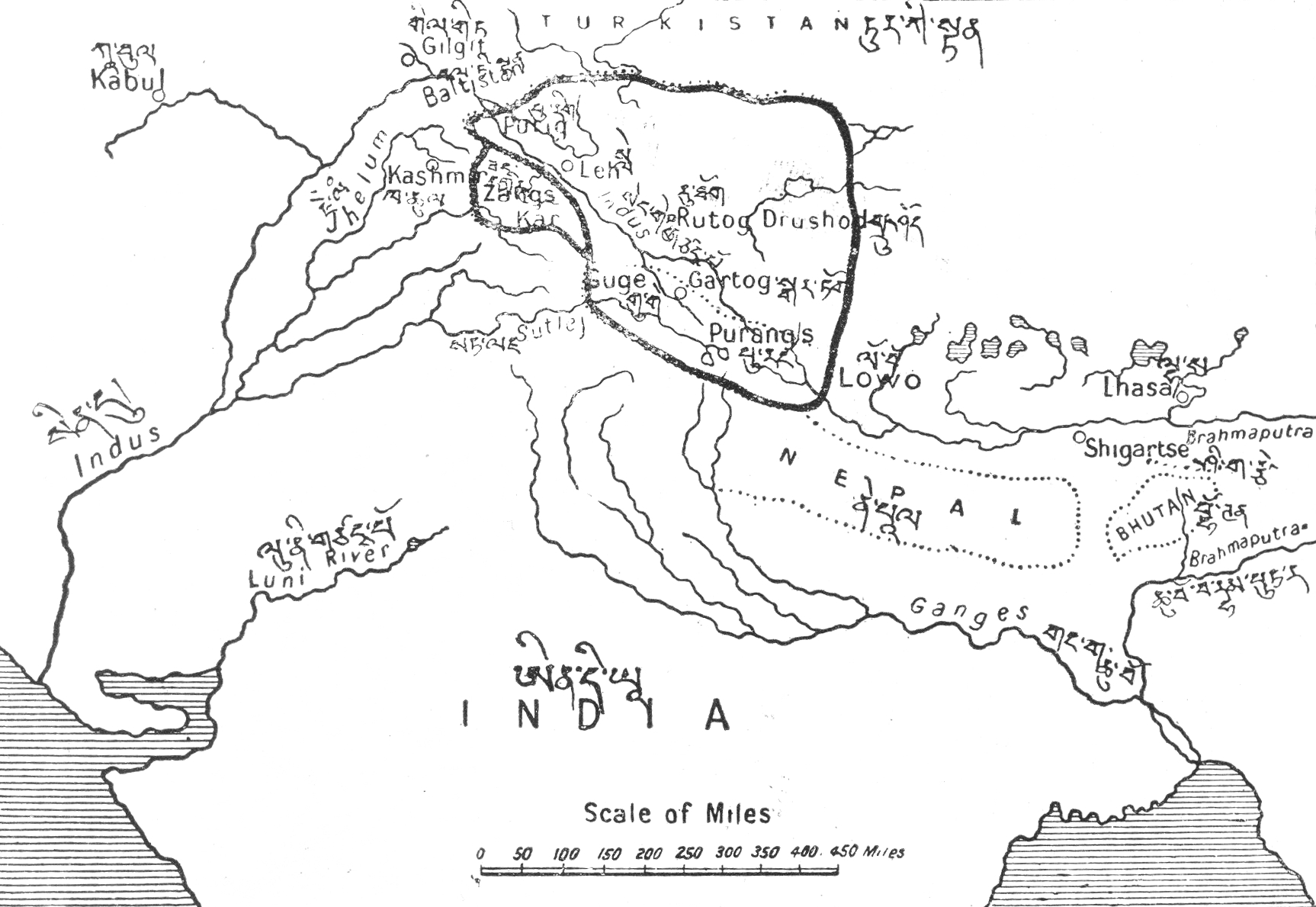
Empire de Nyimagon vers 975

.